# Liparis indirae
Liparis indirae är en orkidéart som beskrevs av Kattungal Subramaniam Manilal och C.Sathish Kumar. Liparis indirae ingår i släktet gulyxnen, och familjen orkidéer. Inga underarter finns listade i Catalogue of Life.